# Barbatula sawadai
Barbatula sawadai és una espècie de peix de la família dels balitòrids i de l'ordre dels cipriniformes.

## Hàbitat i distribució geogràfica
És un peix d'aigua dolça, demersal i de clima subtropical.